# En la red
En la red es una obra de teatro de Alfonso Sastre, estrenada en 1961.

## Argumento
Ambientada en la guerra de Independencia de Argelia, la obra relata la angustia y la tensión vivida, desde la clandestinidad, por Celia y Pablo horas antes de la llegada de la policía. A ellos se suma Leo, que ha sido torturado por las fuerzas del orden. Pese a la resistencia, son finalmente capturados por sus actividades terroristas, excepto Leo, que muere bajo las balas de la policía militar.

## Estreno
- Teatro Recoletos, Madrid. 8 de marzo de 1961. Estreno.
  - Dirección: Juan Antonio Bardem.
  - Intérpretes: Amparo Soler Leal, Agustín González, Antonio Queipo, Antonio Casas, Magda Roger, Manuel Torremocha.